# HMS 질러스 (R39)
HMS 질러스 (R39)는 영국의 구축함이다. 질러스함은 1955년 7월 15일 이스라엘에 판매되어서 에일라트(Eilat)함이 되었다. 1967년 에일라트함은 스틱스 미사일 4발에 피격되어 격침되었다.

## 스틱스 미사일 피격
1967년 10월 21일, 포트사이드항 13.5해리부근에서 무력 시위중이던 이스라엘 해군 소속 아일라트 호를 이집트 해군의 코마급 고속정이 4발의 SS-N-2 스틱스 대함미사일로 격침시킨 사건이다. 이스라엘 해군도 함대함 미사일의 존재를 알고 있었으나, 어떻게 대처해야 할지에 대해서는 사전 정보가 전무한 상태에서 기습 공격에 당한 것이었다. 이 사건을 스틱스 쇼크라고도 부른다.
격침된 아일라트 구축함은 만재배수량 2530톤, 공격한 코마급 고속정은 만재배수량 80톤이었다.

### 사건 개요
- 1967년 10월 21일 포트사이드항 아일라트 호가 무력 시위 중.
- 아일라트 호는 1,730톤의 영국제 구축함으로 제2차 세계 대전 당시에 건조된 함정
- 이집트 해군 소속 코마급 고속정이 접근.
- 고속으로 접근한 후 스틱스 미사일 4발 발사
- 4발 모두 명중하여 이스라엘 해군 47명 전사, 91명 부상, 함정은 침몰

### 영향
- 사상 첫 실전 투입된 함대함 미사일에 서방 각국이 자극받아 함대함 미사일 개발 및 실전투입에 박차
- 이스라엘은 이 사건 이후 구축함 대신 중형 고속정 중심으로 전략을 바꾸었다. 여기에 하푼 미사일을 개조한 가브리엘 미사일을 장전하기로 했다.
- 격침당한 아일라트 호 잔해에서 스틱스 미사일에 대한 대응 방안을 위한 자료를 수집하여 이후 함대함 미사일 공격에 대비한 방어 전술을 본격적으로 개발할 수 있게 됨.
- 대한민국 해군 또한 조선민주주의인민공화국이 동 사건과 동일한 코마급 고속정 및 오사급 고속정을 도입하자 이에 대한 대응책으로 백구급 미사일 고속정과 참수리급 고속정을 개발/도입함.

### 뒷이야기
- 이스라엘은 스틱스 대함미사일에 관한 정보를 캐내고자 이집트 영해였던 침몰 장소에 비밀리에 잠수부를 보내어 관련 증거를 수집하여 대응책을 마련함.
- 현재 이스라엘 해군은 새로 건조한 초계함을 INS 에일라트로 명명하여 이 배를 기리고 있다.

## 같이 보기
- 엑조세 스톰